# Lukáš Kubáň
Lukáš Kubáň (* 22. června 1987) je český fotbalový obránce, od roku 2016 působí v polském klubu Sandecja Nowy Sącz.

## Klubová kariéra
S fotbalem začínal v týmu přeboru Sokol Staříč a postupně se poté propracovával mládežnickými týmy ve Frýdku-Místku. V roce 2003 přestoupil do Slovácka, kde vydržel 4 sezony. Po sestupu týmu do nižší soutěže si ho na hostování vzalo 1. FC Brno, odkud se po ročním hostování vrátil zpátky do 1. FC Slovácko.
V letech 2014–2015 hrál za FK Fotbal Třinec. V červenci 2015 posílil český výběr fotbalistů bez angažmá pod hlavičkou ČAFH, který na mezinárodním evropském turnaji FIFPro vyhrál titul.

Poté koncem měsíce odešel na své první zahraniční angažmá do polského klubu GKS Bełchatów. V červenci 2016 přestoupil do jiného polského klubu Sandecja Nowy Sącz, s nímž v sezóně 2016/17 zažil postup do nejvyšší polské ligy Ekstraklasa.

## Reprezentační kariéra
Lukáš Kubáň byl součástí mládežnického reprezentačního týmu ČR do 20 let, který na Mistrovství světa hráčů do 20 let 2007 konaného v Kanadě získal stříbrné medaile, když ve finále podlehl Argentině 1:2.
V roce 2007 nastupoval i za českou jedenadvacítku.

## Klubové statistiky
Aktuální k 6. září 2011
| Sezona | Klub           | Země  | Soutěž  | Zápasy | Góly |
| ------ | -------------- | ----- | ------- | ------ | ---- |
| 06/07  | 1. FC Slovácko | Česko | 1. liga | 10     | 0    |
| 07/08  | 1. FC Brno     | Česko | 1. liga | 23     | 0    |
| 09/10  | 1. FC Slovácko | Česko | 1. liga | 21     | 0    |
| 10/11  | 1. FC Slovácko | Česko | 1. liga | 25     | 0    |
| 11/12  | 1. FC Slovácko | Česko | 1. liga | 27     | 0    |
|        | celkem         |       |         | 110    | 0    |